# Francisco Villa, Xochitepec
Francisco Villa är en ort i Mexiko.   Den ligger i kommunen Xochitepec och delstaten Morelos, i den sydöstra delen av landet, 70 km söder om huvudstaden Mexico City. Francisco Villa ligger 1 132 meter över havet och antalet invånare är 958.
Terrängen runt Francisco Villa är kuperad åt nordost, men åt sydväst är den platt. Terrängen runt Francisco Villa sluttar söderut. Runt Francisco Villa är det tätbefolkat, med 591 invånare per kvadratkilometer. Närmaste större samhälle är Cuernavaca, 15,5 km norr om Francisco Villa. I omgivningarna runt Francisco Villa växer huvudsakligen savannskog.